# Демокрацията в Америка
„Демокрацията в Америка“ (на френски: De la démocratie en Amérique) е книга на Алексис дьо Токвил, публикувана през 1835 г. В нея Токвил пише за Новия Свят и буржоазно-демократичния ред. Наблюдаващ от позицията на независим социолог, Токвил пише за своите пътувания из Америка в началото на 19 век, когато пазарната революция, развитието на Запада и демокрацията на Джаксън радикално променят същността на американския живот. Той вижда демокрацията като равновесие, което балансира свободата и равенството, грижейки се както за индивида, така и за обществото.
Токвил пише за американците: „Американците са толкова влюбени в равенството, че те биха били по-скоро равни в робството, отколкото неравни в свободата.“
Като критика на индивидуализма, Токвил казва, че чрез сдружаване, събиране на хора с обща цел, публична или частна, американците са способни да превъзмогнат егоистичните си желания, което формира и активно политическо общество и чувствително гражданско общество, функциониращо независимо от държавата. Основната цел на Токвил е анализ на начина, по който действат политическото общество и различните форми на политически обединения, въпреки че той коментира и гражданското общество (и връзката между политическо и гражданско общество). За Токвил, както и за Хегел и Маркс, гражданското общество е сфера от частното предприемачество и гражданските дела, регулирани от гражданския кодекс.
Проникващият анализ на Токвил разглежда уникалните характеристики на американския политически живот. Описвайки Америка, той се съгласява с мислители като Аристотел и Монтескьо, че балансът на богатството определя баланса на политическата власт, но по-нататъшните му заключения се различават радикално от тези на неговите предшественици. Токвил се опитва да разбере защо Америка е толкова различна от Европа, намираща се в периода на последни издихания на аристократичното управление. Америка, в контраст с аристократичната етика, е общество, където усърдната работа и печеленето на пари са доминираща етика, където обикновеният човек има безпрецедентно ниво на достойнство, където обикновените граждани не са задължени на елита, и явления като безграничния индивидуализъм и пазарния капитализъм са пуснали корени до невероятна степен.
Токвил изразява интерес към американската политика за доходите и нейната справедливост, посредством пропорцията 90/10. Неговият хипотетичен анализ би могъл по-късно да бъде приложен при кривата на Кузнец. Информацията на Токвил е показателна за ранните етапи на данъчно равенство в развиваща се страна, което не е учудващо, имайки предвид, че в началото на 19 век Америка силно разчитала на селското стопанство. Токвил пише: „Сред хората живеещи в демокрация, където няма наследствено богатство, всеки човек работи, за да живее… Трудът е издигнат в чест, предразсъдъците не са срещу него, а в негова полза.“
Уникалните американски морал и мислене, обяснява Токвил, се коренят в произхода на американското общество и са производни от характерните социални условия, благоприятствали идването на колонисти през предходните векове. Действително, в основата на по-голямата част от колонизацията било търсенето на религиозна свобода, правото да почиташ всевишния по свой собствен начин. За разлика от Европа, в Америка авантюристите намират огромни пространства ненаселени земи.